# تانل سوک
تانل سوک (استونیایی: Tanel Sokk؛ زادهٔ ۲۰ ژانویهٔ ۱۹۸۵) بازیکن بسکتبال اهل استونی است. وی سابقه بازی در تیم ملی بسکتبال استونی را نیز در کارنامه دارد.